# Chiasma optique
Pour les articles homonymes, voir Chiasma (homonymie).

Les principes de projection des voies visuelles sont :
(P1) le renversement de l'image par le système optique de l’œil dans le sens haut/bas et gauche/droite
(P2) le croisement des fibres issues de l'hémirétine nasale et la projection du même côté des fibres issues de l'hémirétine temporale.

Le chiasma optique est la partie du cerveau où les deux nerfs optiques se croisent. 
Chaque rétine est divisée en deux hémirétines (une nasale interne et une temporale externe), les voies optiques des hémirétines nasales subissant une décussation (changement de côté) au niveau du chiasma.
Le chiasma optique permet la décussation d’un certain nombre d’axones en provenance de la rétine, c’est-à-dire leur changement de côté pour assurer le traitement croisé de l’information visuelle. C'est donc le lieu du rassemblement des informations visuelles d'un même hémichamp (demi-champ) visuel captées par les deux rétines. Cet organe situé sous l'encéphale (partie antérieure) permet ainsi la stéréoscopie (interprétation du relief).
Au sein de chaque nerf optique, les axones en provenance du côté nasal de la rétine changent de côté au niveau du chiasma optique. La moitié droite du champ visuel de chaque œil est donc traitée par l’hémisphère cérébral gauche, et les informations provenant de l'hémirétine droite de l'œil gauche (hémirétine nasale) et de l'œil droit (hémirétine temporale) sont traitées par le cortex visuel de l'hémisphère droit. En effet, les informations visuelles se projettent en miroir renversé dans l'œil, de telle sorte que l'image de la périphérie ipsilatérale du champ visuel se forme sur la partie médiale de la rétine (en bleu sur la figure ci-contre), tandis que l'image de la partie ipsilatérale médiale du champ visuel se projette sur la partie latérale de la rétine, située du côté des tempes (en rouge sur la figure). Comme les axones provenant de cette partie de la rétine transportent déjà les informations du champ visuel opposé (contralatéral), ils n’ont pas besoin de changer de côté et continuent tout droit dans le tractus optique (ou chiasma optique) vers le cortex visuel ipsilatéral, via le corps genouillé latéral. L'image est donc « vue » , ou interprétée, puis mémorisée dans les lobes occipitaux du cerveau qui se trouvent à l'arrière de celui-ci.

## Galerie d'images

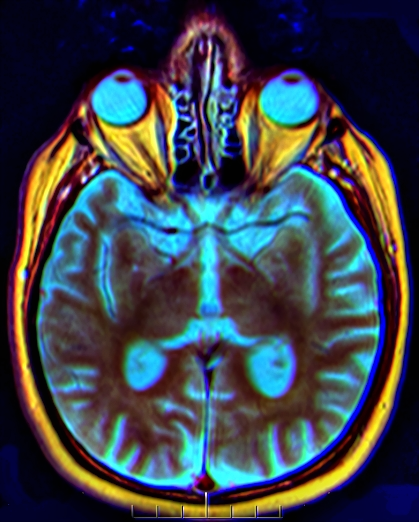
IRM de Chiasma optique.
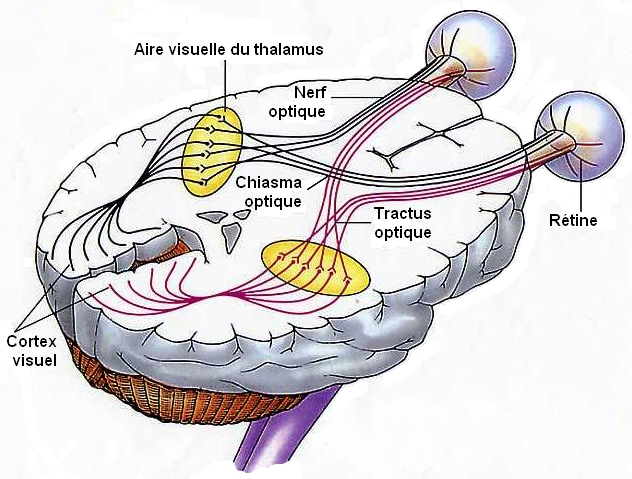
De l'œil au cortex visuel.
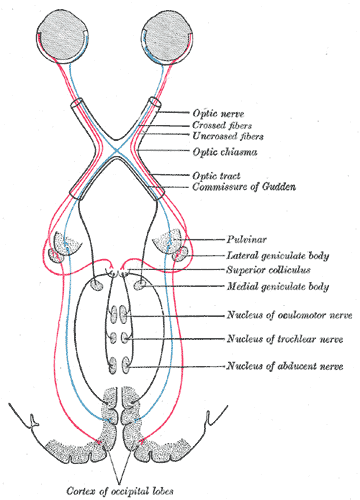
Schéma des voies optiques entre les deux rétines et le cortex visuel.
Schéma montrant les connexions centrales des nerfs optiques et des voies optiques.
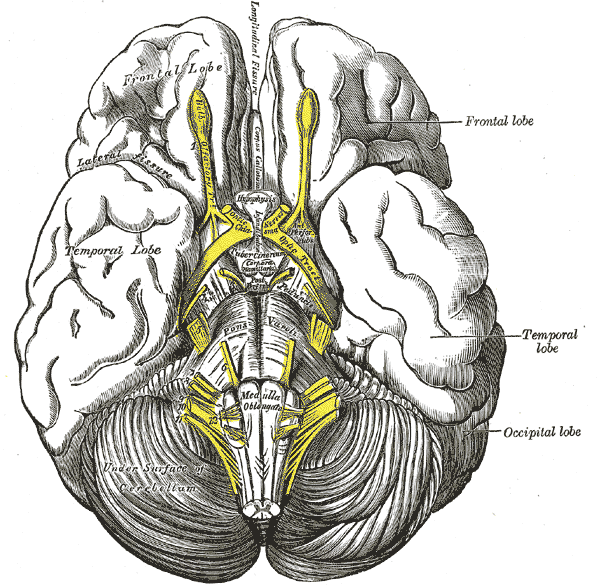
Base du cerveau.
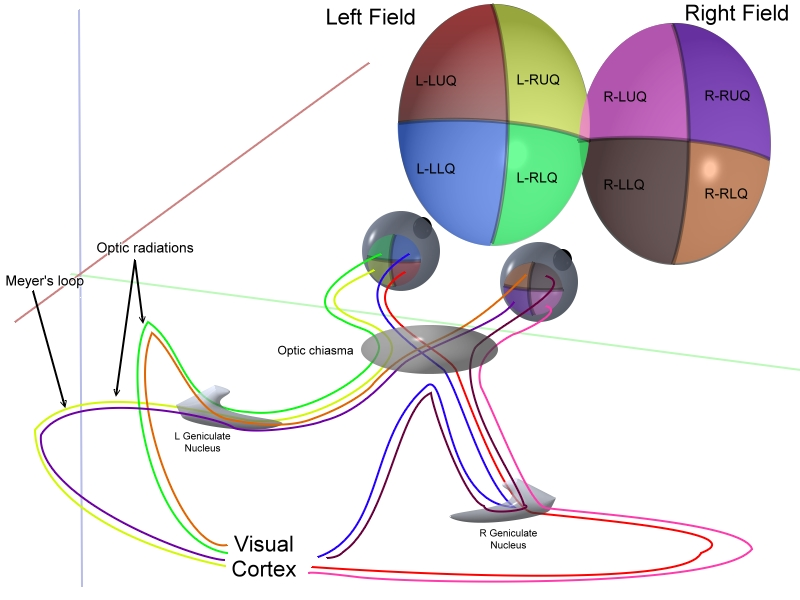
Représentation schématique 3D du tractus optique.
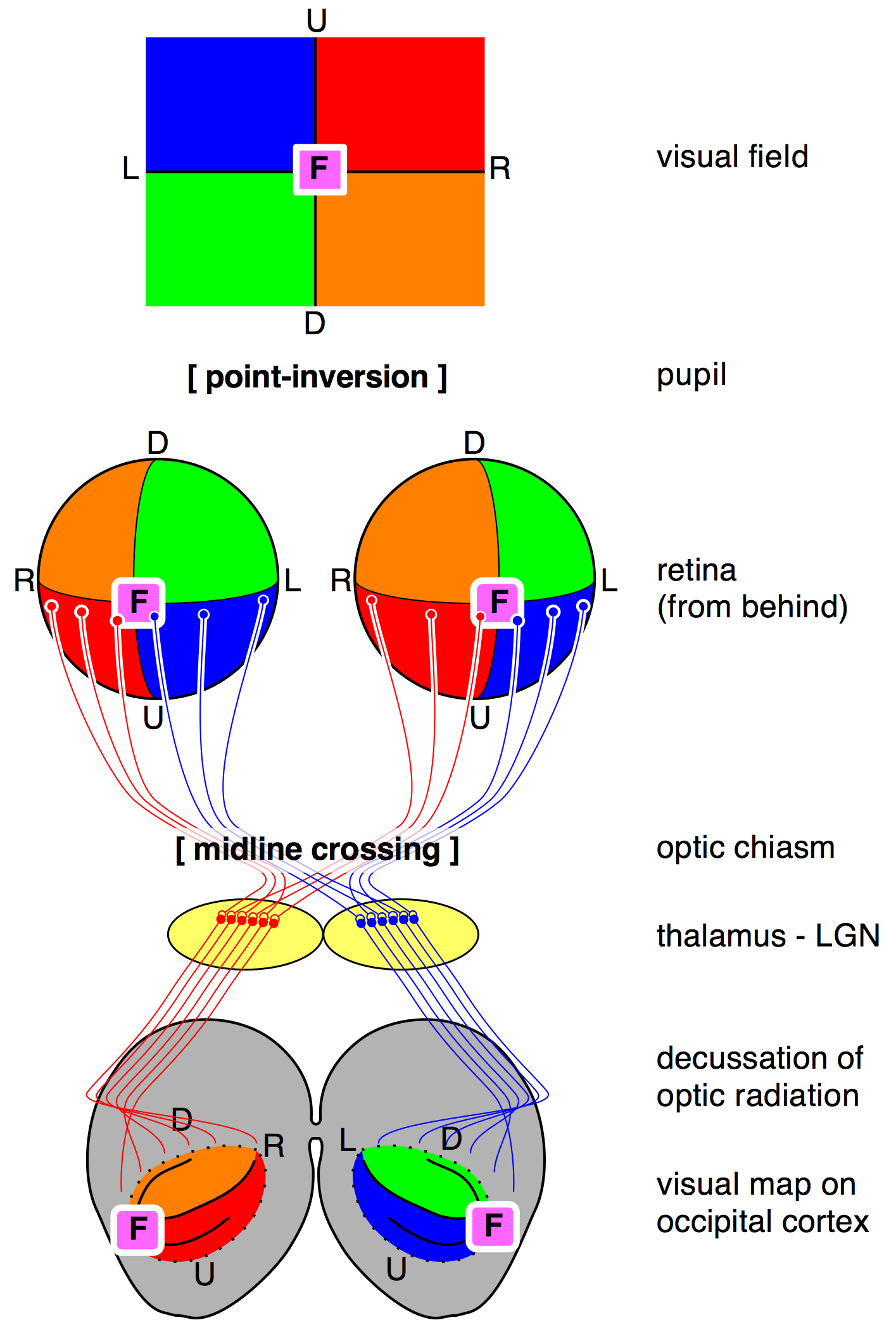
Transformations du champ visuel à travers le champ visuel vers la carte visuelle sur le cortex visuel primaire.
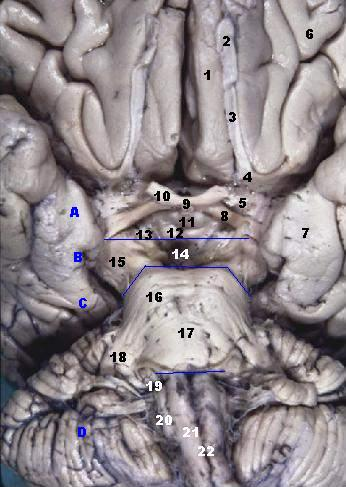
Vue antérieure du tronc cérébral humain.
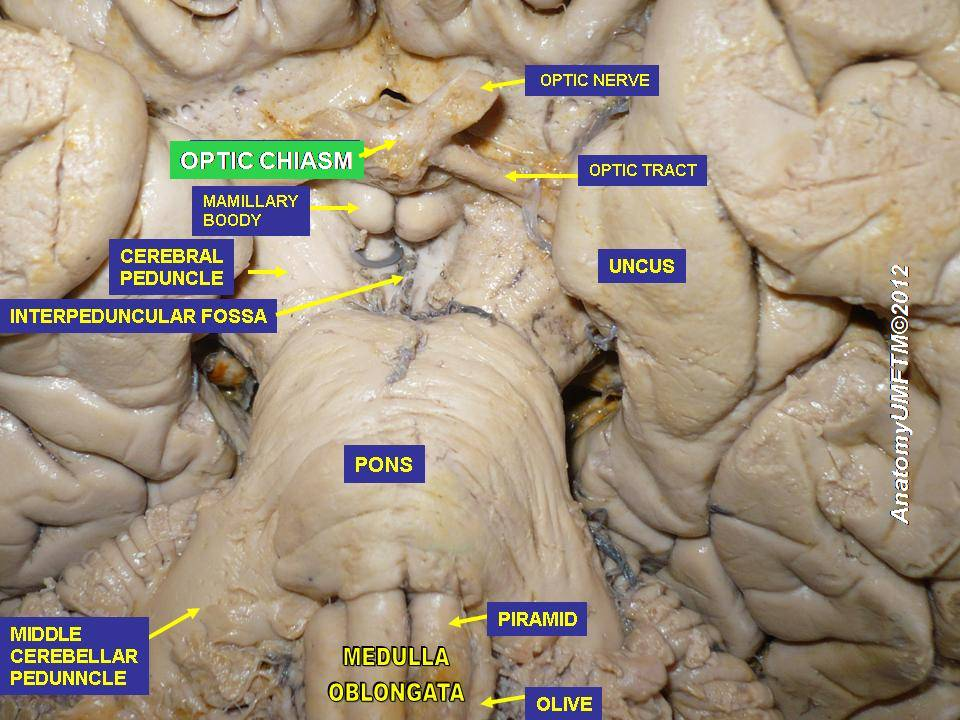
Chiasma optique.
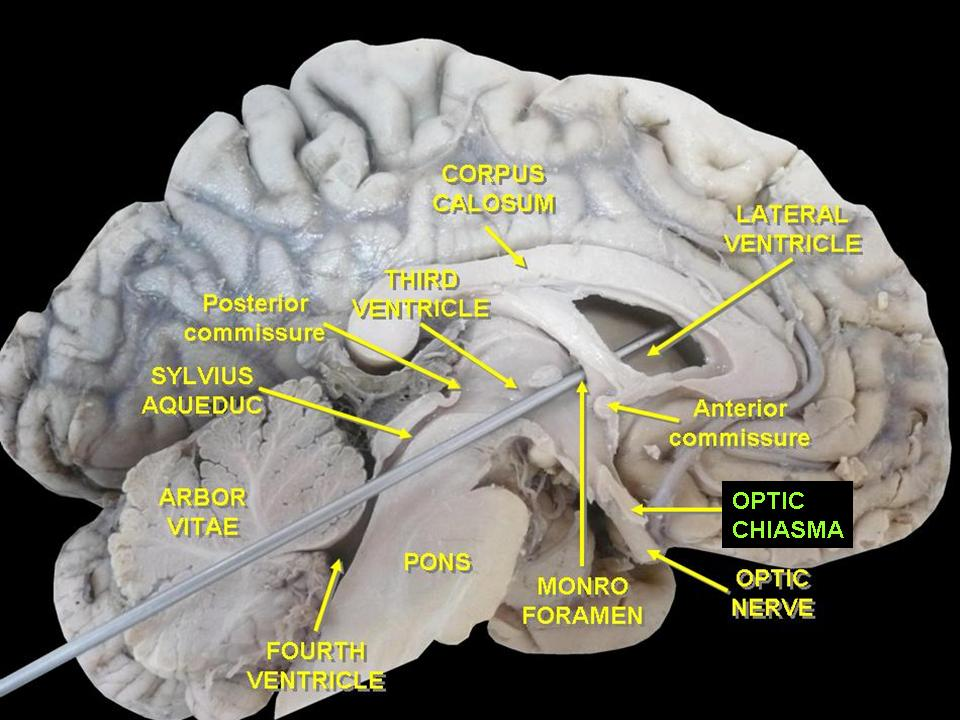
Chiasma optique.
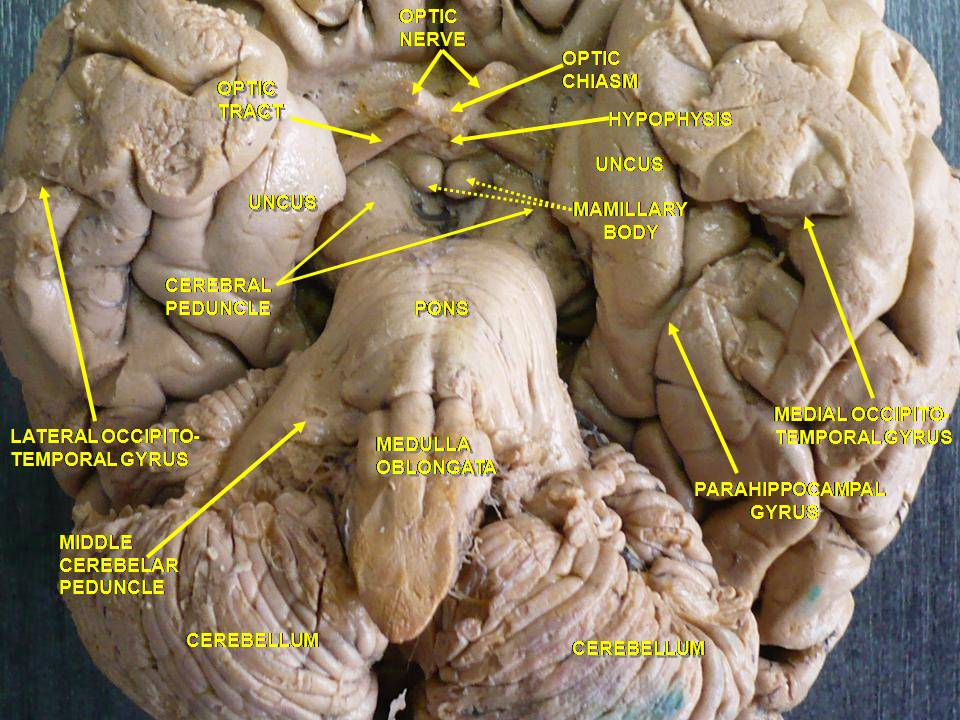
Cerveau. Vue inférieure. Dissection profonde.
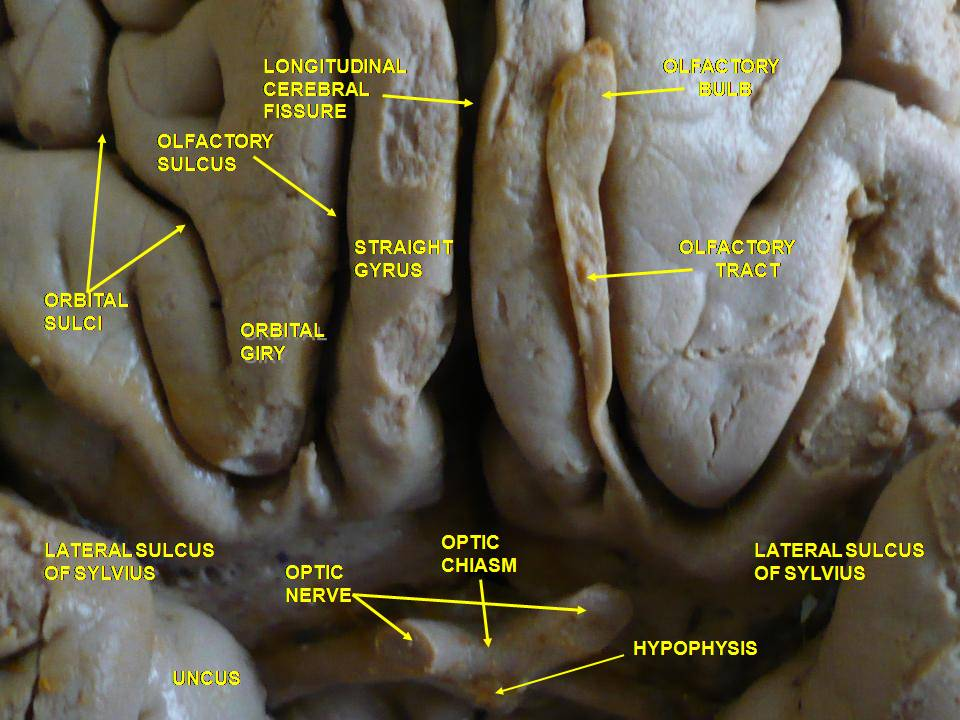
Cerveau. Vue inférieure. Dissection profonde.
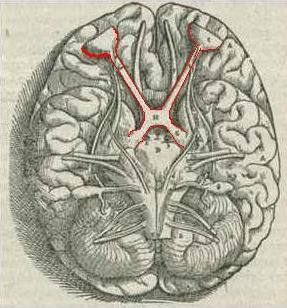
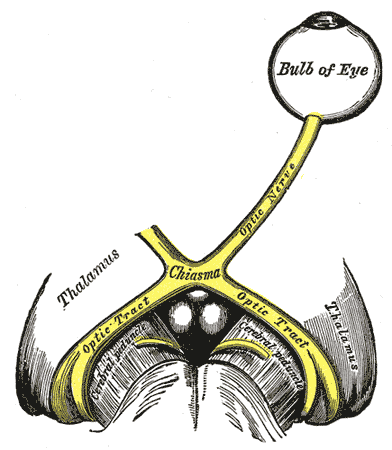